# Pliciloricus corvus
Pour les articles homonymes, voir Corvus (homonymie).
Espèce
Pliciloricus corvus est une espèce de loricifères de la famille des Pliciloricidae.

## Distribution
Cette espèce a été découverte dans l'océan Atlantique Nord sur le Great Meteor Seamount (en).

## Publication originale
- Gad, 2005 : Successive reduction of the last instar larva of Loricifera, as evidenced by two new species of Pliciloricus from the Great Meteor Seamount (Atlantic Ocean). Zoologischer Anzeiger, vol. 243, n. 4, p. 239-271.